# Орландо Пайретс (Віндгук)
Орландо Пайретс Спорт Клуб або просто Орландо Пайретс (англ. Orlando Pirates Sport Club) — професіональний футбольний клуб з Намібії, який представляє місто Кутутура.

## Історія
Заснований як спортивний клуб «Орландо Пайретс» в 1963 році. «Орландо Пайретс» належать до найуспішніших футбольних клубів країни, клуб двічі перемагав у національному чемпіонаті, а також тричі здобував національний кубок.
Завдяки вдалим виступам у сезонах 2009/10 та 2010/11 років кількість фанатів клубу на всій території Намібії різко збільшилася.
З початку сезону 2008-09 років, команда грає свої домашні матчі в місті Віндгук на стадіоні імені Сема Нуйома, який вміщує 10300 уболівльників, розташований на вулиці Ендрю Могальє, в Катурі.

## Форма
Домашня форма клубу має чорний колір, а виїзна — білий.

## Логотипи

Старий логотип
Сучасний логотип

## Досягнення
- Прем'єр-ліга: (4)

 Чемпіон 1976, 1979, 1990, 2008
- Кубок Намібії Бідвест: (3)

 Переможець 2002, 2006, 2009

## Відомі гравці
- Леандро Алвеш да Кунья (Лео)
- Ерік Аусеб
- Річард Біва
- Річард Гарісеб
- Роман Джофрі
- Стівен Гоашаб
- Нікодемус Хітіфікеко
- Донні Сенлі Ісаакс
- Патрік Яггер
- Семсон Джон
- Атіл Мбаха

## Відомі тренери
- Алі Акан